# Neoitamus aurifer
Neoitamus aurifer är en tvåvingeart som beskrevs av Hermann 1917. Neoitamus aurifer ingår i släktet Neoitamus och familjen rovflugor.
Artens utbredningsområde är Taiwan. Inga underarter finns listade i Catalogue of Life.